# 三衣
在佛教中，三衣（梵語：或，巴利語：或）是出家眾依照戒律所能擁有的一套三種衣物的合稱，總稱為袈裟。
在戒律上，佛教出家眾被允許擁有一套衣服與一個缽，稱為三衣一缽。

## 概論
在古印度佛教中，佛教僧侶的衣物，是以一整塊長方形布構成，披在身上。釋迦牟尼允許佛教出家眾可以擁有三種衣物，分別為安陀會、鬱多羅僧與僧伽黎。除了特殊狀況，佛教不允許出家眾離開三衣，特別是在夜晚至清晨。
最初在形式上沒有特殊規定，主要以用途及布的層數來區分。安陀會是日常生活與工作穿的貼身衣，鬱多羅僧是參與僧團禮拜、聽講、布薩所穿。安陀會與鬱多羅僧皆是一層布，用舊衣縫製時，可用兩層。僧伽梨是正裝，在上街托鉢，以及參與正式活動時穿著，為兩層布。用舊衣縫製時，可用四層。
比丘尼在三衣之外，允許在三衣之下，在上半身加穿僧祇支，腰部穿上厥修羅，稱為比丘尼五衣。

## 分類

### 安陀會
安陀会，意譯下衣，又譯內衣、裏衣、作衣、作務衣、中宿衣、中著衣、五条衣、五衣等，是穿在中间、內裡的内衣，由五条布料缝缀而成
。

### 郁多羅僧
郁多罗僧，又名七條衣、七衣、上衣、入众衣，是上身的衣着，由七条布料缝缀而成，是入众，或寺内诵经、礼忏的衣着
。

### 僧伽黎
僧伽黎，又叫大衣、众聚时衣，是法会聚众时、会见重客等时刻的礼服，共分九品，由九条至二十五条不等的布料缝缀而成。著袈裟入眾见白衣时，需要将右肩遮盖，叫作“通肩”，其用意是整肃威仪，也令俗人不因见到袒露處而生非礼心；而印度的風俗是以偏袒右肩爲尊敬，故見佛、誦經時要袒露右肩。